# 마르더 2
132/1번 특수목적차량 마르더 2(독일어: Marder II, Sd.Kfz.132/1)는 2호 전차의 차대를 이용한 제2차 세계대전 중의 나치 독일의 구축전차이다.

## 역사
소련을 침공한 바르바로사 작전 첫날부터 독일은 소련의 T-34 중(中)전차와 KV 중(重)전차를 만나 큰 충격에 빠졌다. 비록 독일 국방군(Wehrmacht)은 대부분의 작전에서 우수한 전술, 사기, 보급과 보유하고 있던 소수의 대전차포 무기로 평균 사거리에서 용케 이들을 격파하여 성공적으로 진격할 수 있었다. 하지만 일선에서 현존하는 대전차포 혹은 1호 대전차자주포(Panzerjäger I)보다 더 좋은 이동성과 강력한 대전차포 무기가 절박하게 필요하게 되었다.
여러 가지 해결방안 중에서 현재 사용중인 2호 경전차와 포획한 로렌 37L를 차대로 하는 임시변통의 구축전차를 만들기로 했다. 그 결과가 마르더 시리즈이다. 주무장은 새로운 7.5 cm Pak 40 대전차포 혹은 전쟁초기 많은 숫자를 노획한 소련제 76.2 cm F-22 모델 1936 야포를 탑재했다.

## 생산

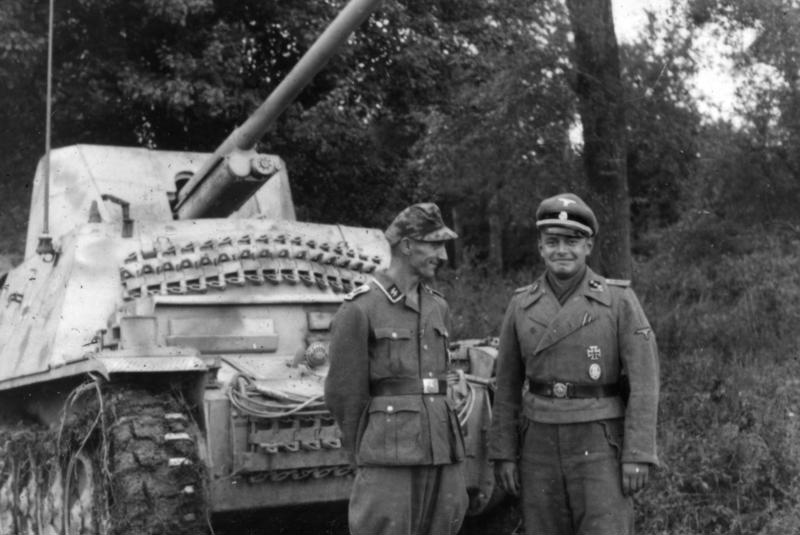
카프카스에 대한 독일 국방군의 기습동안 남부 러시아 어딘가에서 무장 친위대 마르더 2와 승무원의 모습. 이 차량은 Sd.Kfz. 132 파생형으로 초기 2호 전차 D/E 형을 차대로 해 그 위에 대개 'Las76'으로 알려져 있는 소련제 76 mm 포를 달았다.

마르더 2는 2개의 주요 버전이 있다. 초기형인 132번 특수목적차량(Sd.Kfz. 132)은 크리스티 현가장치를 사용한 구형 2호 전차 D/E 형과 2호 화염방사 전차(Flammpanzer II)의 차대를 이용한 것이었다. 상부에는 독소전 초기 소련으로부터 대량 노획한 1936년식 F-22 76.2mm 사단지원포를 장비하거나 약실이 있는 독일제 7.5 cm Pak 40 무기를 달기도 했다. 초기 마르더 2는 높이가 매우 높은 2.6m 에 달하는데, 그에 비해 장갑은 전면 30mm, 측면 10~15mm로 상부나 후방은 장갑이 없었기 때문에 승무원들은 언제나 위험에 노출되어 있었다. 알케트(Alkett) 사(社)와 베그만(Wegmann) 사는 1942년 초부터 1943년 초까지 201 대의 초기형 마르더 2를 생산하였다.
마르더 2의 후기형인 131번 특수목적차량(Sd.Kfz. 131)은 퇴역한 2호 전차 A~C형을 차대로 생산되었지만 이후에는 새로 생산되는 2호전차 F형의 차대로 이용하였다. 후기형은 전투실이 좌우로 확장되었으며 독일제 75mm PaK 40 대전차포를 장비하였다. 높이는 초기형보다 40cm 낮아진 2.20m로 변경되었지만 장갑 자체는 초기형과 동일하였다. FAMO 사, MAN 사 그리고 다임러 벤츠(Daimler-Benz) 사는 1942년 6월부터 1943년 중반까지 576대의 마르더 2를 생산하였다. 2호 전차가 완전히 퇴역한 이후 1944년 초반까지 FAMO 사에서 이들 퇴역 전차들의 차대를 활용한 75대의 마르더 2가 추가 생산되었다.

## 전투 역사

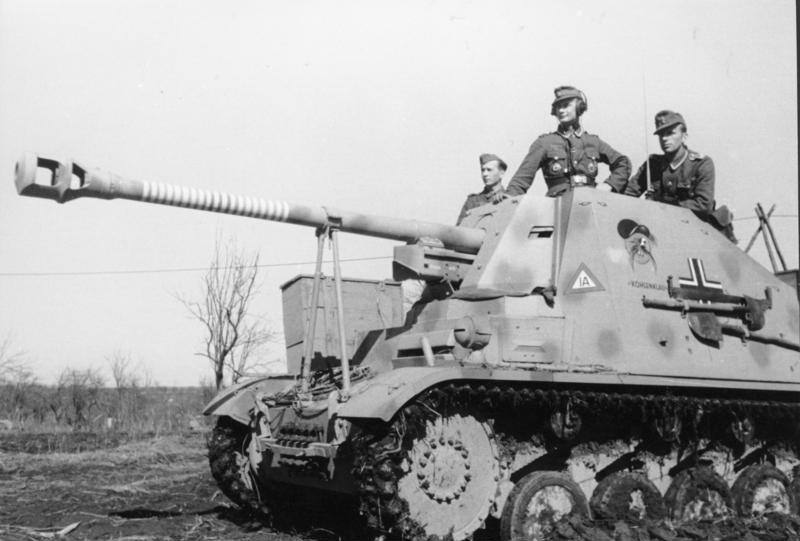
1943년 동부 전선에서 유명한 마르더 2 "석탄 도둑"(coal thief)-양 측면에 인식할 수 있는 그림을 그렸다-. 주포에 그려진 링은 19대의 차량을 격파한 것을 나타낸다.

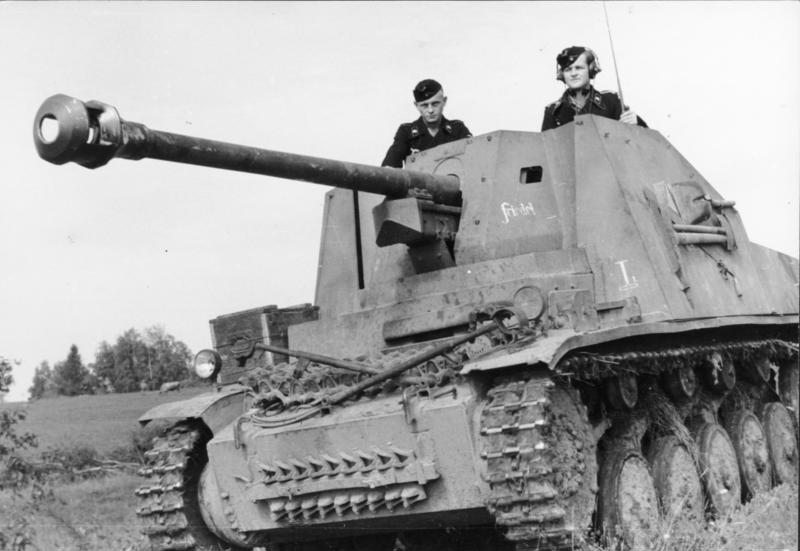
1943년 USSR에서 마르더 2 (Sd.Kfz. 131).

이렇게 생산된 마르더 2는 모든 전선에서 사용되었지만 대부분은 동부 전선에서 사용되었다.
마르더 2는 독일 국방군(Wehrmacht)과 무장 친위대(Waffen SS) 기갑 사단 내 대전차 부문(Panzerjager Abteilungen)에서 사용되었으며 일부는 독일 공군(Luftwaffe)에서 사용되기도 하였다.
마르더의 약점은 생존성을 좌우하는 것이었다. 높은 차고와 상부 개방형 전투실 구조는 곡사포화에 특히 취약하였으며 장갑은 적의 전차는 물론 근접 보병 공격으로부터도 효과적인 방어수단이 되지 못하였다. 마르더는 돌격용도 전차지원도 아니었다. 상부 개방형 구조 때문에 시가전 및 기타 근접전에서 제 기능을 발휘하기도 어려웠다. 마르더가 효과를 발휘한 것은 방어선에 배치되었을 때나 감시 임무를 맡았을 때였다. 여러 약점에도 불구하고 마르더는 견인포보다 많은 장점으로, 이들의 자리를 점차 대신해갔다.